# NGC 91
Az NGC 91 az Andromeda (Androméda) csillagkép egyik csillaga.

## Felfedezése
1866-ban fedezte fel Herman Schultz.

## Tudományos adatok
Egyéb azonosítói: PGC 3325956, GC 41, GC 5097, NPD 68 22.9

## Megfigyelési lehetőség
Az NGC 90 galaxistól délnyugatra található.